# 成瀬龍夫
成瀬 龍夫（なるせ たつお、1944年 - ）は、日本の経済学者。第11代滋賀大学学長。

## 人物・経歴
満洲国生まれ。高知県出身。大阪外国語大学外国語学部中国語科卒業後、1973年京都大学大学院経済学研究科博士課程単位修得、京都府立大学女子短期大学部講師。1976年同助教授。1981年滋賀大学経済学部助教授。1988年同教授。1989年経済学博士（京都大学）。1997年滋賀大学学生部長。2000年滋賀大学経済学部長。2004年滋賀大学長。2010年京都教育大学監事。2012年放送大学滋賀学習センター長。

## 著書
- 『家族の経済学』青木書店 1985年
- 『生活様式の経済理論 : 現代資本主義の生産・労働・生活過程分析』御茶の水書房 1988年
- 『公社・第三セクターの改革課題』自治体研究社 1997年
- 『国民負担のはなし』自治体研究社 2001年
- 『総説現代社会政策』桜井書店 2011年
- 『比叡山の僧兵たち : 鎮護国家仏教が生んだ武力の正当化』別冊淡海文庫 2018年